# Apollo radio
Apollo radio est une radio privée régionale de Saxe.

## Programme
Apollo radio diffuse durant toute la journée, sur Leipzig, Dresde et Chemnitz, un programme composé de musique classique, de musique de film, de jazz et de soul. Elle partage le temps d'antenne avec des stations non commerciales, locales, du lundi au vendredi de 18 h à 23 h, et le week-end de midi à minuit. À Chemnitz, elle coexiste avec Radio UNiCC et Radio T, à Leipzig avec Radio Blau et à Dresde avec ColoRadio.
Le programme est supporté par de l'animation radio, du lundi au vendredi, et le reste du temps par une piste de voix. Après avoir quitté l'antenne, le programme continue sur Internet.
Apollo radio est pratiquement sans publicité, malgré son statut commercial. Comme Radio TOP 40 en Thuringe, l'attribution de la fréquence résulte de la nécessité de combler le temps d'antenne qui ne peut pas être assuré par les radios associatives. Ceci explique la participation de toutes les stations de radio commerciales saxonnes (sauf Radio WSW) à Apollo Radio.

### Source de la traduction
- (de) Cet article est partiellement ou en totalité issu de l’article de Wikipédia en allemand intitulé « Apollo radio » (voir la liste des auteurs).